# For the Children
"For the Children" es el cuarto episodio de la primera temporada de la serie de televisión estadounidense de comedia dramática deportiva Ted Lasso, basada en el personaje interpretado por Jason Sudeikis en una serie de promociones para la cobertura de NBC Sports de la Premier League de Inglaterra. El episodio fue escrito por el productor supervisor Jamie Lee y dirigido por Tom Marshall. Fue lanzado el Apple TV+ el 21 de agosto de 2020.
En este episodio, Ted junto al club asisten a un baile benéfico anual organizado por Rebecca, donde se encuentran con Rupert, el ex-dueño del equipo y exesposo de Rebecca.
El episodio recibió críticas positivas de los críticos, quienes elogiaron el tono emocional, el desarrollo de los personajes y las actuaciones. Por su actuación en el episodio, Juno Temple fue nominada a Mejor actriz de reparto en serie de comedia en los 73rd Primetime Emmy Awards.

## Trama
El AFC Richmond pierde 2-0 en un partido, lo que enfurece a Roy. Jamie le hace un comentario racista a Sam lo que lleva a Roy a entablar una pequeña pelea con él. Rebecca se está preparando para un baile benéfico anual con el club y se siente nerviosa porque Rupert (Anthony Head) siempre frecuentaba los eventos. También está estresada porque Robbie Williams canceló su participación en el musical, por lo que le pide a Higgins buscar un reemplazo.
Ted obliga a Jamie y Roy a compartir la misma mesa para aliviar las tensiones, lo que frustra a Keeley, quien acompaña a Jamie como su cita. En el baile, Rupert aparece de repente y se hace cargo de la subasta, prometiendo a los invitados que pueden pujar para pasar tiempo con los jugadores del club. Mientras habla con Rupert, Ted deduce que él podría haber sido responsable de que Williams cancelara el acto musical, ya que lo conocía personalmente. Ted encuentra a Rebecca afuera, quien lamenta sentirse sola a pesar de su posición. Ted la consuela y la motiva a volver adentro.
Siguiendo el consejo de Ted, Roy se acerca a Jamie con una nueva sugerencia: ambos le dirán por qué se odian. Después de hacerlo, comienzan a unirse. Mientras habla con Rebecca, Keeley descubre que una mujer que estaba subastando una cita con Jamie es una ex amante que él contrató para quedar bien. Esta revelación y una acalorada discusión hacen que ella rompa con él. La subasta termina con Rupert donando un millón de libras al evento benéfico para mostrarse a Rebecca, avergonzándola silenciosamente. Para salvar las apariencias, Ted y Higgins traen a un músico callejero llamado Cam Cole, a quien Ted había conocido antes, para tocar en el evento. Cam recibe una entusiasta recepción por parte de los invitados. Después del evento, Keeley se une a Rebecca en un rickshaw para emborracharse.

## Desarrollo

### Producción
El personaje de Ted Lasso apareció por primera vez en 2013 como parte de la promoción de NBC Sports para su cobertura de la Premier League, interpretado por Jason Sudeikis.  En octubre de 2019, Apple TV+ dio un encargo a una serie centrada en el personaje, con Sudeikis retomando su papel y coescribiendo el episodio con el productor ejecutivo Bill Lawrence.  Sudeikis y sus colaboradores Brendan Hunt y Joe Kelly comenzaron a trabajar en un proyecto alrededor de 2015, que evolucionó aún más cuando Lawrence se unió a la serie.  El episodio fue dirigido por Tom Marshall y escrito por el productor supervisor Jamie Lee. Este fue el tercer crédito de dirección de Marshall y el primer crédito de escritura de Lee para el programa. 

### Casting
El anuncio de la serie confirmó que Jason Sudeikis retomaría su papel del personaje principal.  Otros actores acreditados como habituales de la serie incluyen a Hannah Waddingham, Jeremy Swift, Phil Dunster, Brett Goldstein, Brendan Hunt, Nick Mohammed y Juno Temple. 

## Reseñas críticas
"For the Children" recibió críticas positivas de la crítica. Gissane Sophia de Marvelous Geeks Media escribió: "'For the Children' permite que sus personajes sean lo suficientemente vulnerables como para admitir cuando necesitan ayuda. Aún no estamos en la cima de este detalle, pero estamos llegando allí porque lo que estamos viendo "Es lo duro que estos personajes están tratando de ser mejores. Las personas como Rupert siempre brillarán ante su crueldad, pero este episodio es un recordatorio del hecho de que las personas adecuadas siempre te verán, incluso cuando el resto del mundo no lo hace".
Mads Lennon de FanSided escribió: "Una de las mejores cosas del cuarto episodio de Ted Lasso es ver el vínculo entre Rebecca y Keeley. Es agradable ver que ambos personajes femeninos obtienen la misma profundidad y desarrollo que los hombres en el programa. Al final, Keeley ha robado dos botellas de champán y le pide a Rebecca que vaya a emborracharse con ella, a lo que ella accede de todo corazón". Daniel Hart de Ready Steady Cut le dio al episodio una calificación de 3,5 estrellas sobre 5 y escribió: "'For the Children' ve a algunos personajes descubrirse a sí mismos a medida que la fricción en el grupo se vuelve más clara".

### Premios y reconocimientos
Juno Temple fue nominada por su actuación en el episodio al Premio Primetime Emmy a la Mejor Actriz de Reparto en una Serie de Comedia en la 73.ª edición de los Premios Primetime Emmy.  Perdió el premio ante su coprotagonista, Hannah Waddingham.  El episodio también fue nominado a Mejor Diseño de Producción para un Programa Narrativo (Media Hora o Menos) en la 73.ª edición de los Premios Emmy Primetime Creative Arts. 